# Política a Andorra
Andorra és un microestat europeu situat als Pirineus centrals entre els Països Catalans, Espanya i França. El règim polític del país és des del 1993 la monarquia parlamentària de tradició escrita. Així, la Constitució estableix un estat de dret, és a dir, una democràcia representativa amb separació de poders, els propis a la teoria montesquiana. El cap d'Estat són dos prínceps, el bisbe de la Seu d'Urgell, representant del Vaticà i de l'Església catòlica, i el president de la República Francesa, fet que confereix al país el règim de monarquia parlamentària, anomenada oficialment per la Constitució de "coprincipat parlamentari". El cap de Govern és elegit de manera indirecta per part del parlament, únic òrgan electiu directe dins el país.

## Evolució del règim polític andorrà

### Els pareatges, fonament del sistema monàrquic andorrà
El fonament del sistema monàrquic andorrà cal anar-lo a buscar a l'edat mitjana. En ple conflicte entre catòlics i càtars, en plena ambició de recuperar el territori perdut i després d'un procés de cessió de béns, les condicions s'ajustaren per a la signatura del primer pareatge andorrà, el document que sosté el sistema de coprincipat. Andorra és en efecte des del 1278 un coprincipat en virtut del pacte que signaren el comte de Foix i el bisbe de la Seu d'Urgell. Aquest darrer havia estat comprant entre el segle IX i X les possessions dels comtes d'Urgell de la zona dels Pirineus. En efecte, els comptes d'Urgell es despreocuparen ràpidament de les seves possessions als Pirineus quan des de la resta de Comtats Catalans es procedí a conquistar el territori terres avall (els Països Catalans actuals). L'any 1133 el bisbe de la Seu d'Urgell conclou la darrera compra i n'obté un gran patrimoni als Pirineus, entre el qual les Valls d'Andorra. Andorra com a comtat català, esdevindrà, però, el lloc de conflicte entre vàries cases feudals.
Davant l'adquisició, i essent capellà, el bisbe decideix infeudar la casa de la Vall de Cabó, pacte amb el qual el bisbat d'Urgell es garantia protecció a canvi de la gestió de les seves possessions. Els Caboet obtenen doncs el dret de pronunciar-se en nom del bisbat d'Urgell sobre Andorra. El pacte anà bé fins que la darrera hereva dels Caboet, Arnalda, decideix unir-se en matrimoni amb la casa de la Vall de Castellbò. Aquesta darrera casa feudal tingué des de l'inici ambicions territorials i, endemés, no professava la mateixa fe que promovia el bisbat. En efecte, els Castellbò eren càtars. És l'inici d'un llarg conflicte que porta al confrontament militar entre els Castellbò i el bisbat d'Urgell. Enfrontament al qual s'hi afegeix la casa de Foix.
Els Foix eren al segle xi una de les cases feudals més importants del sud de França actual. Com els seus homòlegs de Castellbò, els Foix tenien ambicions territorials. Pretenien fer-se amb les pertinences del casal de Barcelona. El problema s'esdevé greu quan la darrera hereva dels Castellbò es casa amb l'hereu de Foix. Llavors, en plena creuada contra els càtars, amb l'ambició dels Capet, la casa reial francesa, de recuperar el territori perdut i amb la voluntat de la monarquia catalana de defensar les seves pertinences més enllà dels Pirineus, els Foix i els Castellbò s'uneixen en una vertadera guerra que tindrà lloc a Andorra i que es portarà contra el bisbe d'Urgell.
La pau se signa el 1278 a través d'un pareatge. El pareatge és un document jurídic de caràcter feudal molt estés a l'Europa de l'Edat Mitjana. Servia per a resoldre problemes relacionats amb els drets de possessió d'un territori. El pareatge permetia que dos senyors del mateix rang però de classe oposada poguessin resoldre els problemes de dret de possessió sobre un condomini. És a dir, era un document que permetia posar en acord Església i Noblesa. El bisbe d'Urgell, Pere d'Urtx, i el comte de Foix, Roger Bernat III, decidiren justament fer-se pau amb un pareatge sobre Andorra. El document estableix el que s'ha anomenat de coprincipat. És a dir, tots dos senyors resolien fer-se la pau a canvi d'esdevenir a parts iguals sobirans sobre Andorra. El comte de Foix i el bisbe de la Seu d'Urgell esdevenien tots dos prínceps d'Andorra, d'ací el nom de "coprincipat". Però la pau no fou definitiva i discrepàncies tornaren a empènyer les dues parts a fer-se la guerra fins a signar un segon pareatge i definitiu l'any 1288.
El pareatge era una pràctica habitual a l'Europa Medieval. S'havia practicat a Anglaterra, a la corona confederada d'Aragó i a França mateix. Ara bé, el pareatge andorrà permet als historiadors afirmar que Andorra esdevé d'ençà el 1288 un Estat independent, és a dir, sobirà. La qüestió és doncs d'entendre perquè el pareatge andorrà fou particular i decisiu atenent al fet que es practicava a banda i banda dels Pirineus. És a dir, com s'explica que un document permeté a una regió dels Comtats Catalans, la posterior Catalunya, esdevenir un Estat independent.
El document no parla de la creació de cap Estat sobirà. Només concedeix uns drets a parts iguals als actors en conflicte. Tanmateix, degut al desenvolupament posterior, el pareatge esdevé un document de recurs amb el qual el poble andorrà farà valdre els seus interessos, tot jugant amb els equilibris estratègics de les parts contractants. És a dir, amb el temps la part francesa, s'acaba maritant amb els borbons de Navarra, els quals accedeixen al tron francès durant les Guerres de Religió a França. Així, des del 1572 el títol de copríncep d'Andorra per la part francesa recau en el rei de França, Enric IV de Borbó. Com que els bisbes quedaren prohibits de casar-se, no hi hagué cap mena de cessió i el títol per part episcopal quedà a les mateixes mans, amb una diferència, després de la unió entre Aragó i Castella, la jerarquia catòlica cedeix el poder als Reis Catòlics d'escollir bisbes, de forma que a la pràctica, el títol de copríncep episcopal quedà en mans de la corona hispànica. I és aquí on juguen els elements que permeten els historiadors afirmar que Andorra esdevé un Estat independent, almenys, de facto, ja que ni la corona hispànica i ni la francesa reconeixien l'existència de cap Estat andorrà.
Efectivament gràcies als pareatges el poble andorrà aconsegueix l'any 1419 la cessió per part dels dos senyors (els coprínceps) del dret de creació d'un parlament, el Consell de la Terra. Aquest parlament estamental permet a les parròquies d'Andorra d'autogestionar-se, podent aprovar lleis amb els quals el Consell de la Terra exerceix de legislador i executiu. Per tant, gràcies als pareatges els andorrans aconsegueixen una eina amb la qual poden crear un marc jurídic diferenciat. Ara bé, el Consell de la Terra seguia sent subjecte dels dos coprínceps que podien governar, legislar i impartir justícia sobre Andorra en virtut dels pareatges, sense tenir en consideració les decisions del Consell de la Terra, les quals poden ser revertides. Això és el que impedeix dir que Andorra fos un Estat sobirà.
L'arrel de la qüestió rau justament en aquest parlament. És a dir, els andorrans procuraran mantenir els pareatges vigents al llarg de la història perquè els permet autogovernar-se, encara que amb el vist-i-plau de les dues monarquies del voltant. Però, alhora, desfer-se dels pareatges esdevé una tasca difícil. En el moment en què Enric IV assumeix el pareatge i que la corona hispànica nomena bisbe, la dissolució d'un contracte com aquest (el pareatge andorrà) sobre un territori immensament petit (Andorra), sense interès militar o econòmic, fa que el coprincipat es mantingui vigent fins als nostres dies. A més, resulta que França i la corona hispànica són regnes enemics. Si França vol desfer-se del coprincipat, haurà de deixar-lo en mans hispàniques. En cas contrari, Espanya ha de deixar el pareatge en mans franceses. Com que cap de les parts es veu interessada a cedir territori, per molt petit que sigui, a un regne "enemic", el coprincipat es mantindrà fins als nostres dies. Veient aquesta disjuntiva, el Consell de la Terra jugarà amb els equilibris per mantenir el sistema.

### La Guerra de Successió Espanyola
Durant la Guerra dels Segadors i de Successió Hispànica, Andorra no era un Estat malgrat que el seu estatut jurídic era debat entre les monarquies absolutistes europees, principalment hispànica i francesa. Els andorrans se sentien catalans i els membres del Consell General (el Consell de la Terra) podien participar en les Corts Catalanes. Tanmateix, gràcies als pareatges, Andorra gaudia d'uns privilegis cedits per la monarquia francesa i la jerarquia eclesiàstica, la qual era estretament controlada o/i propera a la monarquia hispànica. Això permeté a Andorra de tenir un parlament el qual tenia capacitat de dictar lleis i actuar com a govern, sempre amb el vist-i-plau dels dos prínceps.
Durant la Guerra dels Segadors els andorrans donen suport explícit als catalans perquè se'n consideren. La mateixa actitud apareixerà durant la Guerra de Successió Espanyola. Ara bé, davant la desfeta previsible de Barcelona l'any 1714, el Consell General decidí canviar de bàndol i donar suport a les tropes borbòniques, enviant al monarca hispànic una delegació encarregada de "fer-lo sentir-se amo" per tal d'evitar mals menors. En efecte, l'aprovació dels Decrets de Nova Planta, decretats més tard, tenien per objectiu acabar amb els òrgans propis dels Països Catalans actuals, fet que abolia a la pràctica l'aparell d'Estat català. El Consell General tingué precisament por que, tot aliant-se dues monarquies antigament enemigues, la hispànica i la francesa, i en represàlia per l'actitud adoptada, França o Castella mitjançant el bisbat d'Urgell es desfés dels pareatges, per tant, del coprincipat.
En vista d'evitar les mateixes conseqüències que patí Catalunya i la resta de territoris de parla catalana, el Consell General procedeix a desvincular-se intencionadament de Catalunya, argumentant que d'ençà l'aprovació dels pareatges, Andorra era un país independent. La realitat era justament una altra i els Decrets de Nova Planta eren aplicables a Andorra. Però el copríncep episcopal no es mostrà disposat a acceptar la supressió dels avantatges que suposava detenir el seu càrrec. Per aquest motiu decideix, juntament amb el parlament andorrà, fer pressió a la monarquia hispànica perquè aquesta reconegui l'existència d'un Estat andorrà, pretextant l'existència dels pareatges, la qual cosa hauria de traduir-se en la no aplicació dels Decrets de Nova Planta.
El Consell General ordenà la redacció d'un compendi històric i jurídic, el Manual Digest, el qual havia de servir com a manual d'aprenent a tot parlamentari perquè defensés d'aquesta manera les institucions andorranes i els pareatges. L'operació tingué èxit perquè, en part, el bisbe era una persona més del règim, de forma que la monarquia hispànica cedí. Llavors, el Consell General demanà la ratificació per part del copríncep francès. Amb el vist-i-plau de les dues monarquies, es pot dir que Andorra esdevé, de facto, un Estat independent. Malgrat això caldrà remarcar que fins a la segona meitat del segle xix els andorrans no expressen sentiment d'andorranitat. En tot moment se senten catalans i col·laboren explícitament en conspiracions contra la monarquia hispànica juntament amb Catalunya.

### La Nova Reforma
Altres conjuntures posen en risc després de la Guerra de Successió Espanyola l'existència del coprincipat, però el parlament andorrà aconsegueix mantenir-lo vigent tot al llarg del segle xix. Això vol dir que fins a mitjan segle xix el règim polític es veu inalterat. Els poble andorrà escull uns representants que conformen el Consell General que té potestat per a legislar i executar. La justícia la imparteixen els coprínceps a través del Tribunal de Corts. El parlament andorrà és estamental, només hi pot seure la classe alta de la societat. Les dones queden excloses i les votacions només inclouen els caps de casa homes. És a dir, només els caps de casa "focs" (d'alt estament o rics) poden votar i optà a l'escó. A més, les decisions del Consell General són subjectes a l'aprovació dels coprínceps. A la pràctica, doncs, els coprínceps són monarques absoluts sobre Andorra.
L'arribada de la Revolució Industrial gira la truita. Andorra entra en crisi econòmica a la segona meitat del segle xix. Catalunya i el sud de França són pols industrials. El microestat no té capacitat de fer front a la competència que representen aquests pols. Algunes cases estamentals comencen a tancar negocis. La població del país comença a fugir cap a l'estranger per poder sobreviure. Davant la situació, la casa d'Areny-Plandolit, una de les més riques del país, decideix desbloquejar el caràcter estamental del parlament andorrà en vista de poder accedir-hi i promoure mesures per aplacar la crisi econòmica. El bisbe de la Seu d'Urgell permet a través de l'anomenada Nova Reforma canviar el reglament del funcionament del Consell de la Terra. Així, des del 1868 que el parlament és elegit pels caps de casa homes, sense que es faci cap diferència entre nivell de riquesa. El representants també poden provenir de casals més pobres sempre que puguin permetre's el pagament per seure als escons.
Havent obtingut el vist-i-plau de Napoleó, la casa d'Areny-Plandolit decideix emprendre reformes econòmiques per transformar l'economia ramadera i manufacturera andorrana en una economia terciària. El projecte estrella fou el casino. El nou Consell General decideix concedir a empreses privades la construcció de casinos a canvi que aquestes construïssin infraestructures al país (ex.: carreteres). És l'anomenat projecte de Mònaco a l'andorrana que no agradà als coprínceps perquè a França estava prohibit i el bisbe no podia concebre la construcció d'una casa de jocs sota la seva autoritat. La prohibició explícita de construcció de casinos per part dels coprínceps engega tota una sèrie de revoltes sense èxit a finals de segle. El règim queda incanviable, l'economia continua sent agrària i, el més important, els coprínceps confirmen la seva autoritat sobre Andorra. Malgrat que el Consell General actuï ja com a executiu d'un Estat emancipat (la sindicatura exerceix de ministeri d'exteriors) i que els mateixos andorrans ja es considerin un Estat independent (neix el nacionalisme andorrà, molt vinculat al catalanisme), la realitat és ben diferent. França considera Andorra un protectorat seu i Castella considera Andorra una part imputada del seu territori. El Consell General, amb tot, no és sobirà i la prova la presenta la prohibició de construir casinos.

### Els fets del 1933
La crisi econòmica que Andorra arrossega des del segle xix no es resol i empitjora. La població del país marxa a Barcelona i al sud de França per poder sobreviure. El sistema polític queda inalterable. Andorra no és un país però l'actitud dels andorrans així ho fa creure. Els fluxos migratoris són els que tornen a reformar el sistema.
Els andorrans que sojornen a Barcelona, principalment, malgrat les turbulències de la República Espanyola, s'impregnen d'idees noves. A més, han pogut assaborir una bona situació econòmica des que han marxat d'Andorra. Nodrits pel catalanisme, dues tendències es dibuixen. Una part voldria que Andorra esdevingués una república, l'altra que s'aprovés una Constitució que limités els poders dels coprínceps, és a dir, desfer-se de la monarquia absoluta i tornar-la constitucional. En tot cas, camps confosos, tothom voldria que el parlament fos escollit per tota la població andorrana, o sigui, a sufragi universal, de moment masculí.
És justament en aquesta qüestió que s'origina un enrenou al país l'any 1933 quan s'intenta des dels sectors progressistes, amb el suport exterior, de perpetrar un cop d'Estat el qual aprovi una Constitució amb la conseqüent autorització de sufragi universal. Cap dels dos coprínceps accepta el cop, percebut com un atemptat a la seva autoritat, de forma que s'engega una onada repressiva la qual aconsegueix, nogensmenys, implantar el sufragi universal masculí. El règim queda invariable. Els dos coprínceps exerceixen de monarques absoluts: poden legislar, executar i justiciar. El Consell General pot aprovar lleis sempre que no contradiguin les decisions dels coprínceps. Però, a diferència de la Nova Reforma, des del 1933 que tothom pot votar, a exepció de les dones.
Andorra continua sent un Estat il·lusori. Espanya segueix mantenint les seves ambicions annexionistes sobre Andorra i França segueix considerant el territori andorrà un protectorat seu. La Societat de Nacions no reconeix Andorra com a Estat i/o nació susceptible de poder-se autodeterminar. Tanmateix, el país ja posseeix un marc jurídic propi i, gràcies a això, des de Catalunya, Andorra és percebuda com un Estat independent, allò que el catalanisme voldria per a Catalunya. La Societat de Nacions no és al mateix temps un criteri d'homologació vist que els Estats Units tampoc en formen part. El joc d'equilibris del parlament andorrà és el que permet, altra vegada, mantenir el coprincipat intacte, és a dir, l'autogovern.

### El sufragi universal
Després de la Segona Guerra Mundial el nou president de la República Francesa, De Gaulle, decideix confrontar-se contra el Consell General degut al sistema electoral. El copríncep considera que Andorra no pot continuar negant el dret a vot a les dones i per això mateix s'esforçarà perquè la realitat canviï. Per primera vegada el copríncep reconeixerà la "particularitat" andorrana, un eufemisme per no parlar de nació, tot i no reconèixer-ne encara el dret a autodeterminació. En la línia de la seva política, autoritza el vot femení, això després que la societat andorrana mateixa es mogui perquè les dones puguin votar, ja que, en efecte, a la dècada dels 1960, un grup de dones del país decideixen demanar explícitament al Consell General l'autorització del vot femení i el dret de representació femenina dins l'hemicicle. El parlament no cedeix a la segona i, de fet, necessitarà del decret del copríncep perquè l'autorització esdevingui realitat.
Amb tot el coprincipat segueix invariable. Dos prínceps amos absoluts amb un parlament titella. El país malgrat comportar-se de facto com a Estat a part, no és reconegut per França i Espanya. De resultes, Andorra no seu a l'ONU i no pot realment decidir sobre ella mateixa. Cal dir, però, que aquesta situació, si més no ambigua, també la compartien altres microestats europeus de l'època. És el cas de Mónaco o de San Marino. El primer, fins i tot, malgrat no sojornar a l'ONU, aconseguia participar en concursos internacionals com a Estat independent (ex.: el Festival d'Eurovisió) perquè obtenia el vist-i-plau del seu agent directe extern (ex.: França), tot i no ser un Estat legalment o homogablement independent.
El parlament andorrà continuarà jugant amb els equilibris per mantenir el coprincipat i això portarà els seus membres a donar un suport més o menys explícit al règim franquista. Explícit mentre no anés en contra dels interessos del parlament. Cas contrari, el parlament recorria al seu protector, França. A la inversa, el parlament recorria al seu segon protector, el bisbat d'Urgell, franquista declarat des de la Guerra Civil a Espanya; a la pràctica, de manera interposada, el segon protector era doncs Espanya.

### El règim polític del segle XX
El règim polític d'Andorra al segle XX és doncs ambigu i alhora d'altres èpoques. S'ha tornat a la primera meitat del segle XX més democràtic perquè s'incorpora primer el sufragi universal masculí i després el femení. Tot i això, el parlament és un òrgan titella que confon els poders legislatiu i executiu. Els coprínceps exerceixen a la pràctica el paper de monarques absoluts.
Internacionalment, Andorra no és un Estat independent malgrat que el coprincipat, hereu dels pareatges, li permet tenir un marc jurídic propi que fa pensar justament de forma més retòrica que real en un país independent. Ara bé, el segle XX és al mateix temps un pas decisiu per a superar aquest marc. A partir de la dècada dels 1970, la política andorrana fa un gir de 360 graus. Una dècada després Andorra és un Estat democràtic, amb separació de poders, independent, amb escó a l'ONU i, tot i això, sense alterar el règim de coprincipat. Ara bé, una cosa ja es diferencia en l'Andorra del segle XX en comparació a la dels segles anteriors. Els andorrans se senten una nació a part. Culturalment formen part dels Països Catalans però per cosmovisions pròpies se senten una nació més.

### La transició nacional andorrana
A la dècada dels 1970 la península ibèrica pateix transformacions importants. Les dues dictadures feixistes cauen després de pràcticament 30 anys de repressió. El catalanisme surt als carrers a demanar amnistia i estatut d'autonomia. L'ambient contestatari a Catalunya es trasllada ràpidament a Andorra. Molts polítics andorrans són partícips de la caiguda del règim i de les manifestacions a Catalunya a favor de la democràcia i el restabliment de l'autonomia catalana. A la resta del món occidental, principalment als Estats Units i als països aliats, l'economia cau en crisi després del xoc dels preus del petroli. El sistema de Breton Woods ja no és vàlid i cal buscar una alternativa. Una dècada després la Unió Soviètica entra igualment en crisi fins a desintegrar-se del tot la qual cosa dona la fragmentació de la federació comunista en diversos Estats sobirans. D'altra banda, Portugal entra en guerra contra les colònies, el darrer bastió colonial té els dies comptats. La descolonització d'anys anteriors ha canviat del tot el panorama mundial. Per bé que s'ha donat el dret als pobles colonitzats d'autodeterminar-se, els Estats sobirans resultants són fruit moltes vegades de les fronteres colonials, és a dir, les fronteres no fan coincidir obligatòriament nació amb Estat, sinó l'interès els guanyadors de la Segona Guerra Mundial.
A Andorra un recital de la nova cançó en què s'hi cremà una bandera espanyola és el motiu per a desencadenar tot un procés de transició que acaba atorgant la independència al país . El Consell General reclama des del 1975 canvis importants en el sistema polític d'Andorra. Els coprínceps concedeixen la creació del primer govern andorrà després de diversos referèndums. Els antics consellers esdevenen ministeris i el poble andorrà escull el seu primer cap de govern. Però, lluny de les aparences, res ha canviat realment. Tant el govern com el parlament andorrà segueixen sent òrgans consultius, ja que els coprínceps continuen guardant-se l'autoritat. Els primers governs entren doncs en un cicle de bloquejos parlamentaris més o menys calculats per l'oposició que desitja aprofundir encara més en les reformes. I és que a Andorra el coprincipat es presenta per al context europeu com un sistema d'altres èpoques. Els sindicats estan prohibits, el parlament no pot aprovar realment lleis per a fer evolucionar el marc legislatiu davant les imposicions dels coprínceps, els Drets Humans no són aplicables al país, la confusió entre poders impossibilitat el bon autogovern d'Andorra, etc. Per tot plegat, el govern andorrà accedeix a negociar amb el Consell d'Europa el qual exigeix als coprínceps i als polítics andorrans de canviar completament el règim introduint una Constitució.
La Constitució és el fet més marcant després dels pareatges en la història d'Andorra. Per primera vegada el país es dota d'un text constitucional amb què es delimita el poder dels coprínceps, s'atorga la sobirania al poble i s'instaura un Estat de dret. Es crea una comissió tripartida en representació de les tres parts implicades, el parlament andorrà, el copríncep francès i el copríncep episcopal. Lletrats catalans vindran assessorar la comissió el resultat de la qual esdevindrà la instauració d'un coprincipat parlamentari. En efecte, la Constitució atorga la sobirania al poble andorrà la qual cosa vol dir que des del 1994 que Andorra esdevé un Estat autodeterminat. Alhora es divideixen els poders clàssics segons la doctrina monestiana. Es creen òrgans judicials independents, el govern ja no és subjecte a les decisions dels coprínceps i el parlament només obeeix al mandat del poble. Els coprínceps per la seva banda assumeixen el càrrec de caps d'Estat dins els límits que els concedeix la Constitució. Ja no poden decidir arbitràriament sobre Andorra. En conseqüència l'any 1994 Andorra s'incorpora com a nou membre de l'Organització de les Nacions Unides. Situació que compartiran altres microestats europeus com ara Mònaco, San Marino o Liechtenstein. Però no foren pas els únics. Txecoslovàquia, l'URSS i Iugoslàvia es fragmenten. L'ONU assisteix a una onada d'acceptació de nous membres.
El context és simplement explicatiu d'aquesta situació. Les polítiques neoliberals empreses des del Regne Unit i els Estats Units prefereixen fins i tot l'acceptació de microestats dins l'ONU per qüestions fiscals. En efecte, la introducció de la globalització cal fer-se a favor del softpower angloxasó. Els paradisos fiscals són justament Estats minúsculs els quals poden ajudar enormement al desenvolupament de les multinacionals occidentals. Endemés, el mur de Berlín cau i en una òptica propagandística en contra del poder rus, el Consell de Seguretat de l'ONU accepta, sense gaires reticències, la fragmentació del bloc comunista. En darrer lloc, la independència de colònies tampoc es va fer en consonància amb el model d'Estat-nació. Estats artificials com Síria, Kuwait, Lesoto, Swazilàndia, etc han sigut fins i tot desitjats. Apareixen fronteres força incoherents com ara els enclavaments africans. En darrer lloc ni Espanya ni França poden davant la situació ibèrica imposar-se gaire. Per tot plegat, Andorra i la resta de microestats són acceptats a l'ONU a la dècada dels 1990; excepció feta al Luxemburg que ja n'era membre molt abans.

## El sistema polític de l'Estat andorrà (seglexxi)

### La Constitució
Llegiu el text íntegre de la Constitució
La Constitució del 1994 és cabdal per al microestat europeu per diversos motius:
- atorga la sobirania al poble andorrà
- aboleix el règim de monarquia absoluta
- autodetermina el país
- separa els poders montesquians
- aprova íntegrament la Declaració de Drets Humans

La Constitució del 1994 és considerada la primera del país malgrat que a la dècada dels 1930 el parlament aprovà la primera Constitució del país per a establir una monarquia constitucional en la persona de Borís I. Tanmateix, aquesta Constitució és considerada folklòrica perquè no tingué vigència. El pretendent al tron fou expulsat. Així, es pot dir que, a banda de l'experiència amb Borís I, el país mai s'havia dotat de Constitució. Aquesta és doncs fonamental perquè reorganitza per complet les institucions, creant, legalment, l'Estat andorrà, separant els poders i limitant el poder dels coprínceps, donant la sobirania al poble.
La Constitució transforma doncs el règim de coprincipat, una espècie de monarquia, en coprincipat parlamentari. Això vol dir que des del 1993 s'aplica la democràcia liberal al país. Els caps d'Estats segueixen sent els dos prínceps tradicionals del país, és a dir, el Bisbe de la Seu d'Urgell i el President de França, però, a diferència de la situació anterior, el seu paper és limitat, conforme a la doctrina "regnen però no governen".
La Constitució els atorga el rol de cap d'Estat i, com a tal, tenen drets i deures. Entre els deures, estan obligats a,
- Convocar les eleccions quan el parlament pren de la decisió de dissoldre's
- Convocar referèndums quan el govern decideix de promoure'n
- Nomenar el cap de Govern després de ser aprovat pel Consell General
- Signar els decrets de dissolució del Consell General
- Acreditar els representants diplomàtics
- Sancionar i promulgar les Lleis aprovades pel parlament; és un acte obligatori, cap dels dos pot negar-s'hi, en tot cas poden recorre i presentar denúncia per inconstitucionalitat del text, però l'han de sancionar i promulgar. A la pràctica, per qüestions religioses, el bisbe s'ha negat a sancionar lleis (ex.: divorci), de forma que el parlament andorrà ha hagut de recórrer a la mateixa Constitució que explicita que un copríncep pot prescindir de sancionar i promulgar alguna Llei en cas d'impossibilitat no volguda

Els actes de deure i de dret són indivisibles, és a dir, els dos coprínceps han d'actuar de forma conjunta obligatòriament perquè tinguin efecte. Aquesta particularitat sorgeix del sistema de coprincipat i amb la Constitució del 1994 s'ha mantingut.
Entre els actes de dret, és a dir, lliures, els coprínceps poden,
- Exercir la prerrogativa de gràcia
- Designar un membre del Consell Superior de Justícia
- Nomenar un membre del Tribunal Constitucional
- Fer apel·lacions al Tribunal Constitucional; recorre Lleis
- Donar el seu acord per a determinats tractats internacionals
- Dissoldre el Govern i el Consell General

A banda d'aquests drets i deures, el Parlament com el Govern s'han d'informar de tota l'activitat política del país als dos senyors de manera que els dos coprínceps poden decidir de constituir lliurement el seu propi cabinet de seguiment o presència permanent al Principat. Els representants dels coprínceps poden assistir, però no intervenir, a les sessions parlamentàries del Consell General.
La figura del copríncep és d'arrel monàrquica. El terme fa referència al binomi, és a dir, el país no té monarca, però príncep, que fa la funció de monarca. El príncep és doble, és a dir, és copríncep. Com a tal, totes les decisions que prenguin els coprínceps han de ser en conjunt. Cap dels dos pot prendre decisions unilateralment. En tant que monarques, no són elegits pel poble. En el cas del copríncep episcopal, aquest és designat pel Vaticà i, en el cas del president de la República Francesa, aquest el tria el poble francès en referèndum. La Constitució els atorga el rol de caps d'Estat i, la gran novetat, és que en limita els poders. Per això es parla de coprincipat parlamentari o de monarquia parlamentària. Malgrat que els coprínceps puguin dissoldre el parlament, la decisió final queda sempre en mans del poble perquè la Constitució reconeix únicament com a sobirà el "poble andorrà", de forma que un cop es dissol el parlament per ordre dels coprínceps, és el poble qui decideix de tornar a votar el mateix parlament. Els coprínceps no poden prohibir la formació de cap partit polític. I, de fet, en tant que caps d'Estat, estan obligats a donar suport als interessos de l'Estat andorrà i del poble andorrà.
Tot i això, els coprínceps són segons el text constitucional la garantia de la independència del país, en tant que són els responsables de defensar-ne les fronteres. L'abdicació d'algun dels dos coprínceps abocaria el país a caminar cap a una república. L'entrada a l'ONU és la que garanteix el reconeixement de la personalitat jurídica de l'Estat andorrà de cara a l'exterior i, com a tal, pot actuar de forma autònoma. Malgrat tot, la Constitució atorga un paper preponderant a l'Església catòlica en coherència amb la tradició de coprincipat. L'Església és considerada pel text constitucional com a òrgan més de l'Estat i pot exigir drets propis.

### L'executiu

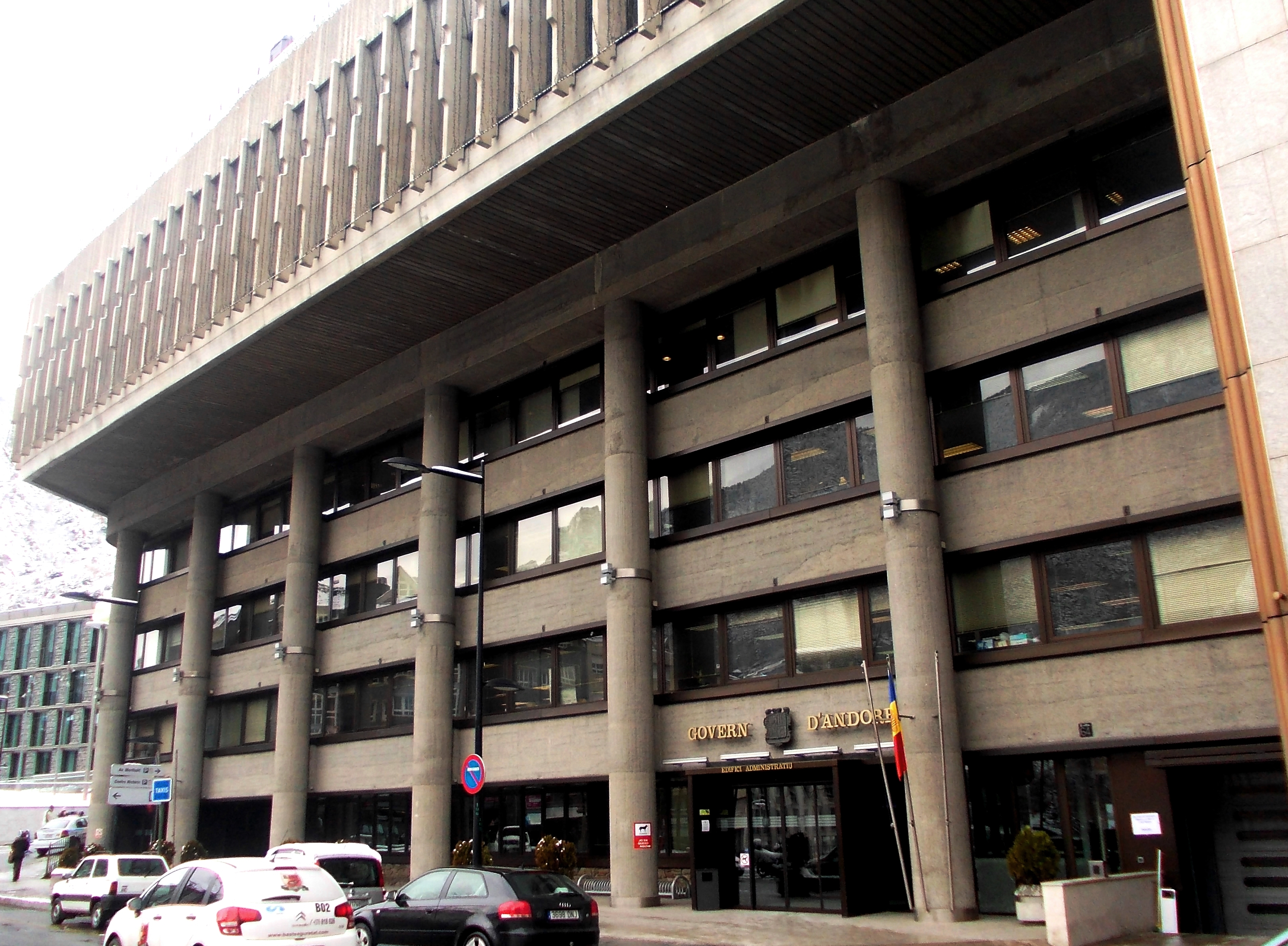
Edifici administratiu del Govern d'Andorra. El país a diferència d'altres Estats no disposat un palau de sojorn de l'executiu.

El govern andorrà és elegit pel parlament cada quatre anys just en acabar-se les eleccions nacionals. Cada partit polític té dret a proposar un candidat a esdevenir cap de govern, és a dir, president del país. Però qualsevol dels membres del parlament poden ser elegits a cap de govern. La pràctica habitual del parlament d'ençà que es varen separar els poders amb la Constitució és l'elecció dels caps de llista que concorren a les eleccions nacionals. Alhora, degut a la dinàmica dels resultats, de forma general, és el partit guanyador de les eleccions qui aconsegueix col·locar el seu cap de llista en el càrrec de president.
Un cop es tria el cap de govern, aquest és qui escull els ministres i ministeris que compondran el seu equip de treball per a un període de quatre anys. La Constitució limita els ministeris a sis. Els ministres i el cap de govern seuen al Parlament i participen en les decisions legislatives tot i que el Consell General és autònom amb un nombre total que supera amb escreix els membres de govern de forma a garantir el contra-poder.
Tota legislatura està sotmesa a l'aprovació dels pressuposts de l'executiu. Aquest és qui elabora el pressupost però el sotmet al vist-i-plau del parlament el qual l'aprova amb una majoria simple. En cas de no aconseguir el suport necessari, l'executiu té un termini per a obtenir nous suports, i pot procedir fins i tot a una moció de confiança, però, passat el termini el pressupost ha de tornar a ser sotmès al parlament. Si aquest no l'autoritza, es convoquen noves eleccions nacionals per refer el govern i el parlament. El Parlament també pot procedir a presentar una moció de censura del govern. En cas de no guanyar-la, es dissol l'executiu i es tornen a convocar noves eleccions. Els caps d'Estat, és a dir, els coprínceps, poden dissoldre igualment l'executiu el qual torna a ser sotmès a l'aprovació de les urnes.

### El legislatiu

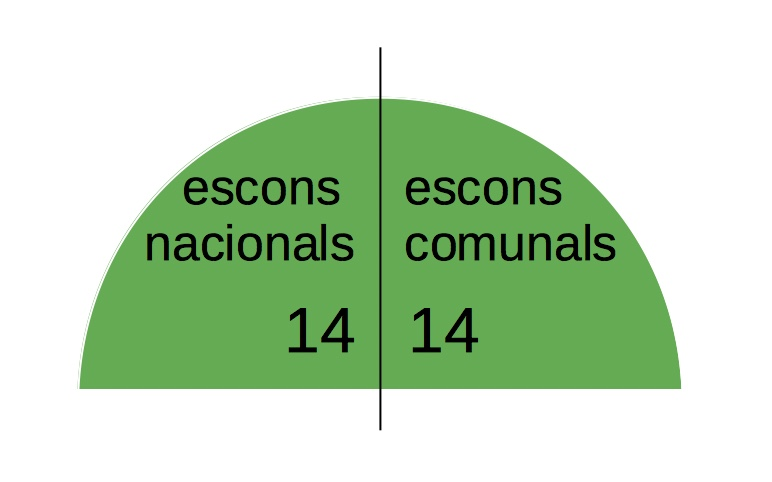
El parlament andorrà és monocameral però funciona de forma bicameral amb mig cercle per a partits de caràcter nacional i l'altre mig per a partits de caràcter regional

El parlament andorrà és unicameral segons que estableix la Constitució del país però, tot i això, la repartició d'escons es fa en dinàmica bicameral. Per tal de respondre a les necessitats de la Transició Nacional de la dècada dels 1980 i amb la voluntat de conservar les dinàmiques històriques de la cambra, el parlament andorrà distribueix els 28 seients en forma bicameral; la Constitució estableix un límit d'escons a 42 seients. Els primers 14 seients són escollits mitjançant sufragi universal directe cada quatre anys de llistes de partits polítics nacionals i els 14 segons són escollits igualment cada quatre anys per sufragi universal directe de llistes regionals. Així, dos dels catorze seients regionals estan reservats a cada parròquia del país, divisió administrativa de l'Estat, els quals són atorgats a la llista de partits regionals més votada a la parròquia corresponent. Els altres catorze seients dits nacionals s'atorguen proporcionalment als resultats que obtinguin les llistes dels partits nacionals.
nota: un mateix partit pot presentar-se en una o vàries parròquies i al mateix temps a les llistes nacionals.
La Constitució i la Llei no prohibeix la llibertat d'expressió, de pensament i d'assemblea. Qualsevol partit polític és legal sempre que presenti els tràmits burocràtics establerts per tal de constituir-se com a partit polític i optar així a presentar-se a les eleccions. El sistema de representació és doncs d'una democràcia representativa. Qualsevol ciutadà o ciutadana amb nacionalitat andorrana i major de 18 anys pot participar lliurement a les eleccions com a candidat d'un partit o com a simple votant.
La seu del parlament és el Consell General, nom que dona nom igualment al parlament. L'antiga seu del parlament andorrà era la Casa de la Vall, avui un museu i construïda just al davant de la nova seu parlamentària. Dintre del règim andorrà, cal posar èmfasi en la sindicatura. La sindicatura és la presidència del parlament i com a tal és qui garanteix la moderació dels debats al parlament. La seva importància rau en el seu paper històric. En efecte, abans que s'aprovés la Constitució del 1994, no existia separació de poders al país i el Consell General exercia d'òrgan legislatiu i executiu juntament amb els coprínceps. El síndic era el responsable de les relacions exteriors del país, és a dir, de representar Andorra a fora de les fronteres. La Constitució ha transferit aquesta funció al govern de manera que avui en dia la representació exterior del país és garantida pel govern qui normalment crea un ministeri exprés per aquesta labor. La signatura de tractats és sotmesa excepcionalment a l'aprovació del Consell General en casos particulars.
Les iniciatives de lleis poden procedir de la ciutadania, del parlament o del govern. Tot ciutadà de nacionalitat andorrana pot proposar l'aprovació d'una llei després d'haver demostrat que la seva proposta té almenys el suport del 3% de l'electorat. El govern també té l'autorització de proposar lleis al parlament, però, en qualsevol cas, és el Consell General qui té matèria i competència en legislació.
Finalment en tant que òrgan de contra-poder, és a dir, en coherència amb la separació de poders establerta després de la Revolució Francesa, el Consell General pot presentar una moció de censura al govern en cas que consideri necessari en tant que mitjà de control de l'executiu. L'executiu al seu torn pot dissoldre el parlament. Tanmateix, per tal de garantir el no abús de poder, el cap de govern, o sigui, el president, ha de presentar la proposta de dissolució als caps d'Estat, és a dir, als dos coprínceps els quals han de donar-ne el vist-i-plau de forma conjunta i expressa.

### El judicial

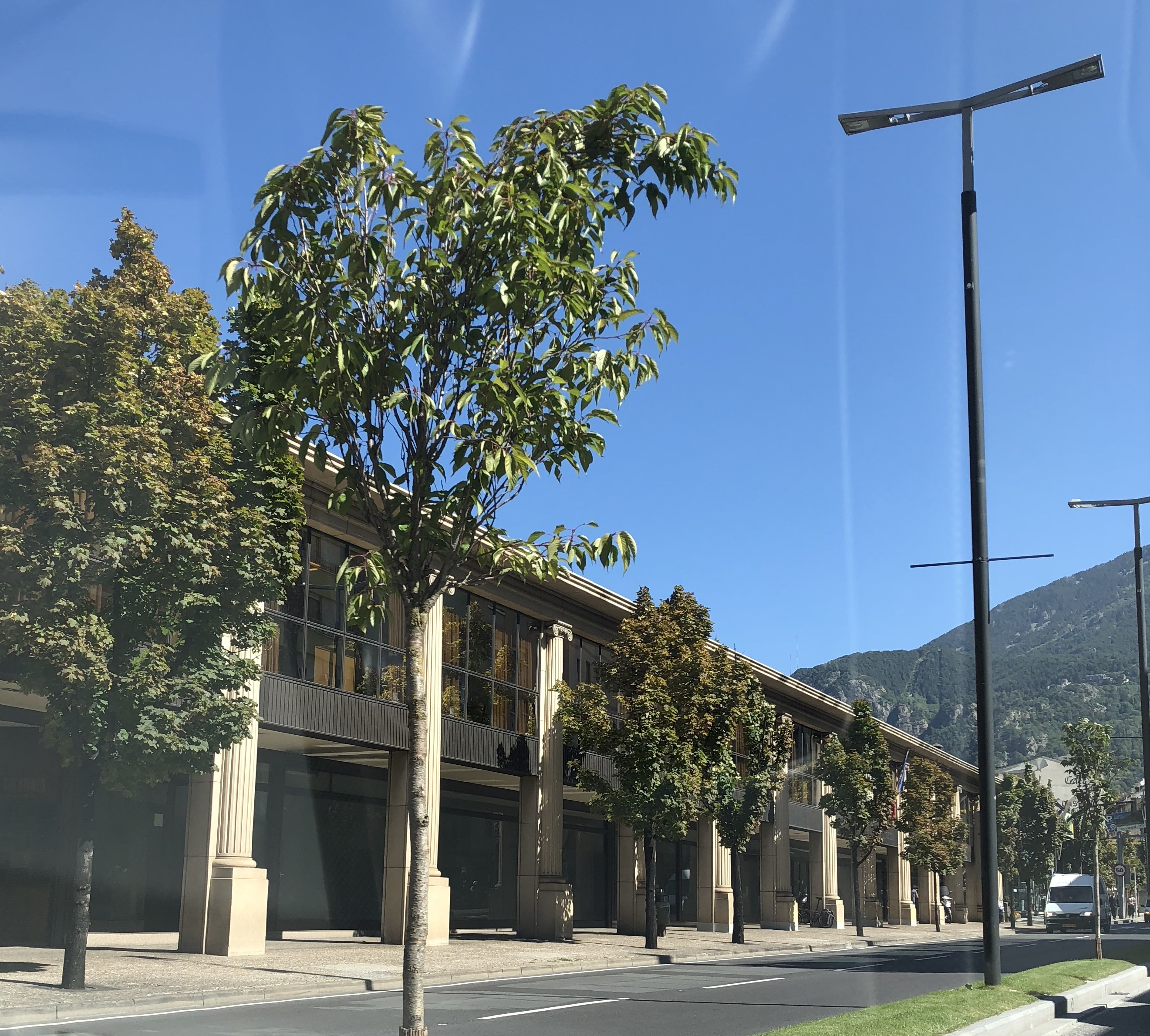
L'antiga seu de Justícia d'Andorra, d'estil neoclàssic.

El poder judicial és independent d'acord amb la Constitució. El govern i el parlament no poden intervenir dins del sistema judicial. Aquest és el responsable de repartir justícia segons les Lleis vigents.
La Constitució n'assenyales les diverses funcions i objectius:
- la interpretació de la llei
- la protecció dels drets i llibertats fonamentals
- sotmetre els dos altres poders públics al compliment de la Llei
- el control de la legalitat de l'actuació dels dos altres poders
- Oferir a tots els ciutadans una protecció efectiva en l'exercici dels seus drets i en la defensa dels seus interessos legítims

El sistema judicial andorrà s'organitza mitjançant dos òrgans:
- els òrgans judicials
- els òrgans d'autogovern

Els judicials estan formats per batlles i magistrats. La seva missió és repartir justícia mitjançant el recurs a tres instàncies. Els d'autogovern tenen la funció d'organitzar i controlar els òrgans judicials.
Els òrgans d'autogovern són:
- el Tribunal Superior de Justícia

El Tribunal Superior de Justícia està format pel Consell Superior de Justícia i la Fiscalia que vetllen pel control dels batlles i magistrats.
El sistema judicial andorrà es basa en el recurs a doble instància. És a dir, les dues parts en conflicte poden recorre a una segona instància si consideren que la primera no ha estat justa. La segona haurà de revisar el dossier i dictaminar si la primera instància ha complert amb l'aplicació de la Llei. La tercera instància, comuna als Estats europeus, també és aplicable a Andorra.
Els òrgans de primera instància són:
- La Batllia; subdividida en jurisdicció administrativa, jurisdicció civil i jurisdicció penal

Els òrgans de segona instància són:
- El Tribunal Superior de Justícia
- El Tribunal de Corts; es competent únicament per als casos derivats de la jurisdicció penal de Batllia

Els òrgans de tercera instància són:
- El Tribunal Constitucional; dos membres designats pel parlament, un membre pel copríncep episcopal i un membre pel copríncep francès

Ultra les instàncies de recurs, degut al sistema imposat en dret internacional a Europa després de la Segona Guerra Mundial, Andorra és membre del Consell d'Europa, fet que l'obliga a complir amb els criteris del Consell d'Europa. Això permet al país disposar d'una quarta instància de recurs que només s'aplica en cas de vulneració de la Carta Europea de Drets Humans. Tot ciutadà pot recórrer doncs a instàncies europees sempre que el seu dossier es motivi per la vulneració dels Drets Humans i que en el decurs del procés judicial hagi esgotat tots els recursos possibles al país.

## El sistema electoral (seglexxi)

### Tendències ideològiques del país
Fins a la meitat del segle xix a Andorra s'hi vota a persones, és a dir, a candidats i no a partits polítics. Els representants eren de la classe alta, de tendència conservadora o d'extrema dreta fins i tot. El país sempre ha registrat a les eleccions tendències molt conservadores. L'Església catòlica ha jugant durant molt de temps un paper més que destacat en la política, podent influir en el votant o en les decisions del parlament. Això s'explica pel fet que l'un dels Caps d'Estat és bisbe i representant de la jerarquia vaticana.
La Nova Reforma impulsada a mitjans de segle xix permeté obrir l'esfera de la representativitat i introduir per primera vegada la dinàmica dels partits polítics però confirmà el caire conservador del país. Malgrat que la historiografia parli de partits progressistes contra immobilistes, la realitat és que s'enfrontaren conservadors contra ultra-conservadors. Durant el segle xix mai s'ha registrat al país la introducció d'ideologies socialistes per la mida del país i la seva situació geogràfica, per la seva econòmica, llavors totalment agrària, per la presència de l'Església catòlica i, finalment, pels fonaments mateixos del règim polític que són monàrquics.
El socialisme s'introdueix en l'entre-guerres fruit d'una industrialització encara molt tímida. Els nous corrents provenen majoritàriament de fora, sigui en l'àmbit socialista com en la dreta. Des de Barcelona principalment la immigració andorrana que hi residia, impregnada per l'ambient catalanista, propugnava reformes considerables en el règim de coprincipat. Entre altres mesures, una Constitució amb què s'aconseguís superar el marc autonòmic, separar els poders, permetre el sufragi universal masculí i l'establiment d'una monarquia parlamentària. La immigració que vingué de Catalunya contribuí a impulsar aquestes reformes que abocaren en l'autorització del sufragi universal masculí.
La immigració catalana, mà d'obra de les construccions del país, estava vinculada als sindicats anarquistes catalans. Per aquest motiu es pot dir que gràcies al contacte amb l'exterior i els fluxos migratoris el país s'obre progressivament deixant de banda o de forma parcial el seu caràcter ultra-conservador. Durant la Guerra Civil Espanyola i la Segona Guerra Mundial l'anarquisme mirà de perpetrar diversos cops d'Estat per tal d'abolir el coprincipat i instaurar, sense èxit, una república.
És gràcies al final de la dictadura franquista a Espanya que el país caminà cap a l'autodeterminació fet que significà un canvi radical en el règim. A la dècada dels 1980, nodrits per l'efervescència a Catalunya, els polítics andorrans aconsegueixen una Constitució que separi els poders executiu, legislatiu i judicial, a més de proclamar la independència portar, per tant, el microestat a homologar-se de cara a l'exterior, esdevenint membre de l'ONU. És a partir de llavors que apareixen els primers partits socialdemòcrates els quals, tanmateix, mai han aconseguit l'èxit dels homòlegs de dreta. En efecte, durant la dècada dels 1990, el país fou governat pràcticament i exclusivament pel partit Liberals d'Andorra, de dreta liberal. Tot i això, a la dècada dels 2000 apareixen noves tendències en consonància amb el context globalitzador: els primers partits ecologistes i antiglobalització o fruits del moviment d'Indignats. Els sindicats només són legalitzats amb la Constitució del 1994 i malgrat això no tenen cap mena de força. Si bé l'Església catòlica segueix tenint un pes relatiu en la política del país, la població no se sent majoritàriament vinculada a l'Església catòlica.

### Les eleccions generals
Les eleccions generals són les que renoven el parlament completament. Se celebren cada 4 anys a menys que la constitució mateixa del parlament no permeti una legislatura governable i aboqui el govern a dissoldre's. El parlament és qui tria en el sistema de coprincipat parlamentari andorrà l'executiu. Els partits polítics que es presenten en aquestes eleccions aspiren a poder governar el país. Per això presenten una llista de candidats a seure al parlament liderats per un cap de llista que normalment és proposat com a cap de govern. El parlament escollit en sufragi universal és qui després decideix qui ha de governar el país.
A més, a les eleccions generals, el votant tria per una llista de parròquia. És a dir, el país es divideix administrativament per parròquies. El parlament està dividit en dos eixos. Mig cercle està ocupat pels partits que hagin obtingut escons a les eleccions en tant que llistes nacionals. L'altre mig cercle està ocupat per dos escons per cada parròquia (set parròquies en total) escollits en llistes parroquials. Així, durant les eleccions, el ciutadà escull dues llistes, la del partit nacional i la del partit regional (comunal).
Això s'explica perquè el parlament andorrà, el Consell General, va néixer de la federació de parròquies, és a dir, de la federació de consells (assemblees) parroquials. Quan s'aprovà la Constitució del 1994, es decidí mantenir la federació de parròquia, introduint al mateix temps una representació nacional. Els escons per parròquia són en principi la garantia de la defensa dels interessos de cada parròquia.

### Les eleccions comunals

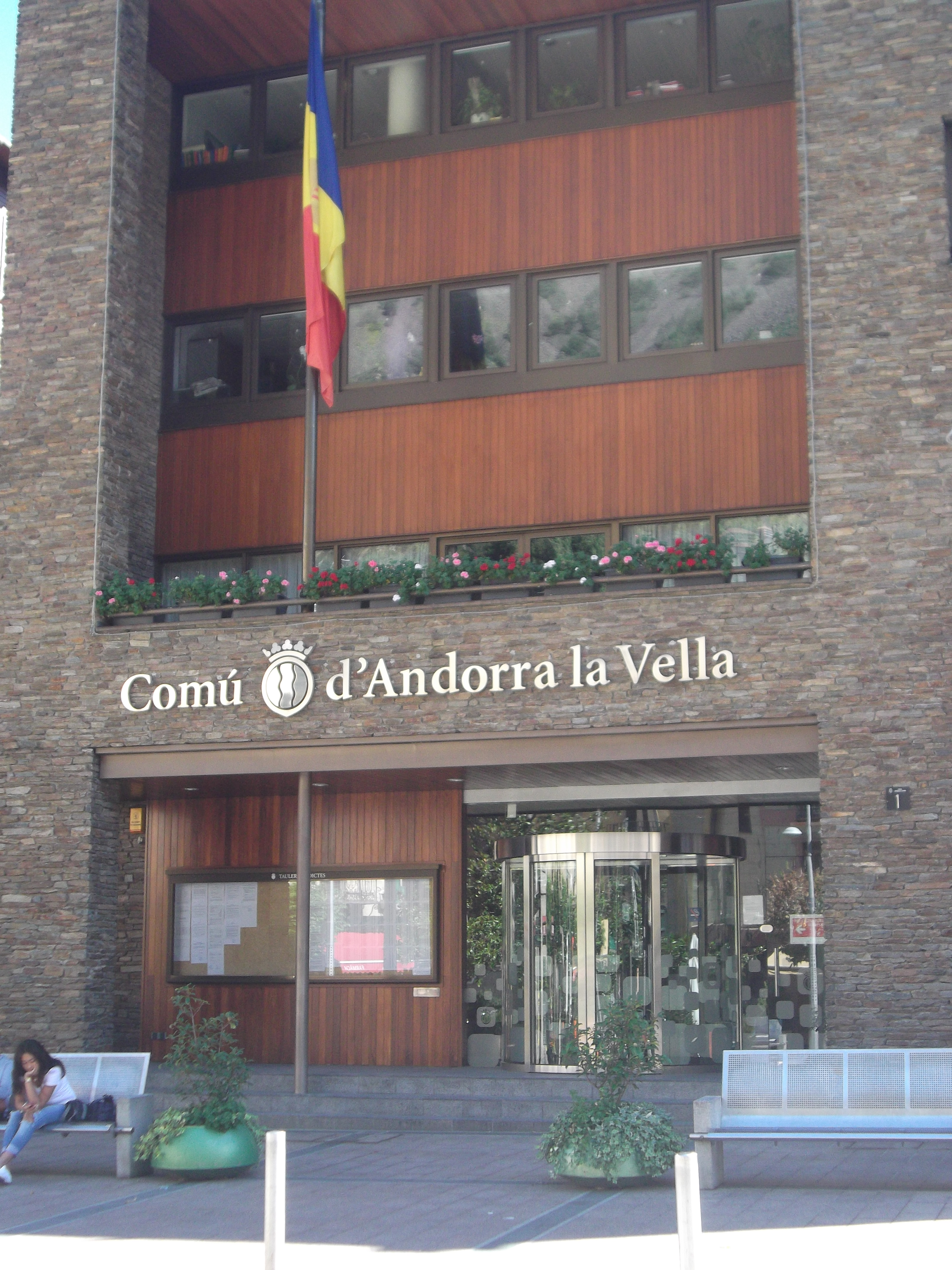
Comú d'Andorra la Vella, capital d'Andorra.

Andorra està dividida administrativament per set parròquies:
- Canillo
- Encamp
- Ordino
- La Massana
- Andorra la Vella
- Sant Julià de Lòria
- Escaldes-Engordany

L'administració local que es responsabilitza de la gestió de cada parròquia és el Comú. Així, cada parròquia té el seu propi Comú de forma que a les eleccions comunals (o regionals) els ciutadans de cada parròquia amb majoria d'edat i de nacionalitat andorrana elegeixen qui volen que gestioni el Comú.
El Comú està dirigit pels Cònsol Major i el Cònsol Menor. El Cònsol Menor és el emplaçant del Cònsol Major en cas que aquest s'hagi d'absentar. El Cònsol Major és el responsable de formar el Consell de Comú que és l'equip de treball directiu del Comú.
Les eleccions comunals són doncs l'ocasió cada 4 anys d'escollir els cònsols i el Consell de Comú.